# Turn It Into Love
«Turn It Into Love» (en español: «Conviértelo en amor») es una canción Pop de la cantante Kylie Minogue y último sencillo de su álbum debut Kylie. El sencillo fue lanzado en diciembre de 1988 en Japón.

## Historia
Con la Kylie manía en Japón, "Turn It Into Love" fue realizado para la demanda y al instante alcanzó el No.1 en la lista Internacional Japonesa, donde permaneció incontestadamente durante 10 semanas. "Turn It Into Love" fue el tercer No.1 consecutivo japonés de Kylie, y el sexto del álbum. Durante un período de 12 meses Kylie consiguió un asombro de 27 semanas (casi 6 meses) en No.1 de la lista Internacional Japonesa. El sencillo fue exclusivamente para Japón en 1988.
"Turn It Into Love" fue versionada por el grupo pop japonés Wink al año siguiente, y se tituló "Ai ga Tomaranai". La canción también fue versionada por Hazell Dean en su álbum "Always" en 1988.
"Turn It Into love" únicamente fue lanzado en Japón ya que en Europa y en el resto del mundo se lanzaron los sencillos de "Je Ne Sais Pas Pourquoi" y "Especially For You", y debido a la falta de tiempo dado que su nuevo álbum "Enjoy Yourself" se aproximaba. Aprovechando esta circunstancia, el grupo Hazell Dean versiona esta canción para Reino Unido, intentando obtener el mismo resultado que en Japón, aunque solo alcanzó el puesto No.21.

## Sencillos
7" sencillo, Casete sencillo y CD sencillo
1. «Turn It Into Love» — 3:55
2. «Made in Heaven» — 3:24

## Posicionamiento
| Listas (1988) | Posición |
| ------------- | -------- |
| Japón         | 1        |
| Sudáfrica     | 7        |